# Azay-sur-Cher
Azay-sur-Cher ist eine französische Gemeinde mit 3.127 Einwohnern (Stand: 1. Januar 2022) im Département Indre-et-Loire in der Region Centre-Val de Loire; sie gehört zum Arrondissement Tours und zum Kanton Bléré. Die Einwohner werden Azayrois genannt.

## Geografie
Azay-sur-Cher liegt in der historischen Provinz Touraine (auch Jardin de la France genannt) am Fluss Cher, 16 Kilometer südöstlich von Tours. Umgeben wird Azay-sur-Cher von den Nachbargemeinden Montlouis-sur-Loire im Norden, Saint-Martin-le-Beau im Nordosten, Athée-sur-Cher im Osten und Südosten, Truyes im Süden, Esvres im Südwesten sowie Véretz im Westen.

## Bevölkerungsentwicklung
| Jahr      | 1962 | 1968 | 1975 | 1982 | 1990 | 1999 | 2006 | 2011 | 2018 |
| Einwohner | 1150 | 1194 | 1375 | 1830 | 2408 | 2704 | 2878 | 3009 | 3090 |

## Sehenswürdigkeiten
- Priorei Saint-Jean-du-Grais, Monument historique
- Reste des Schlosses Azay-sur-Cher
- Schloss Leugny
- Schloss Coteau
- Schloss Beauvais
- Schloss La Michelinière aus dem 16. Jahrhundert, Monument historique seit 1947
- Kirche Sainte-Marie-Madeleine, Monument historique

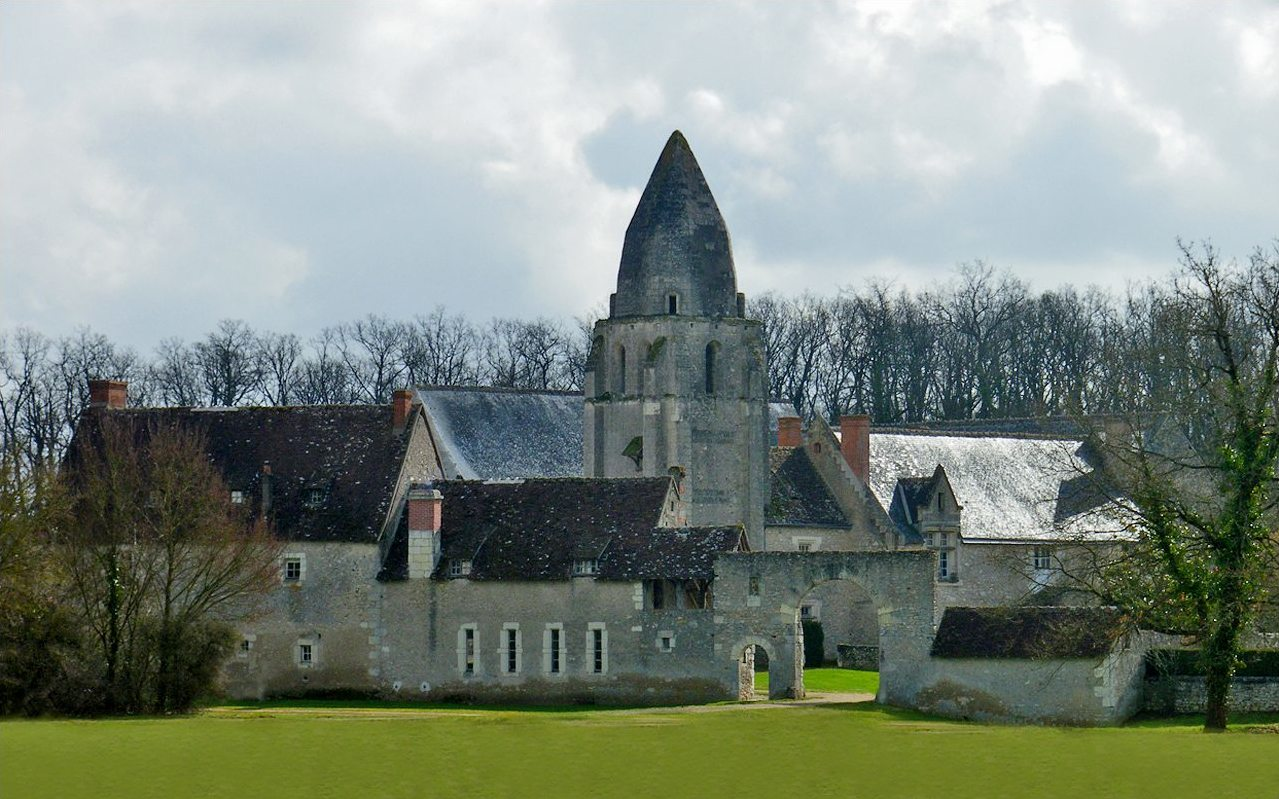
Priorei Saint-Jean-du-Grais
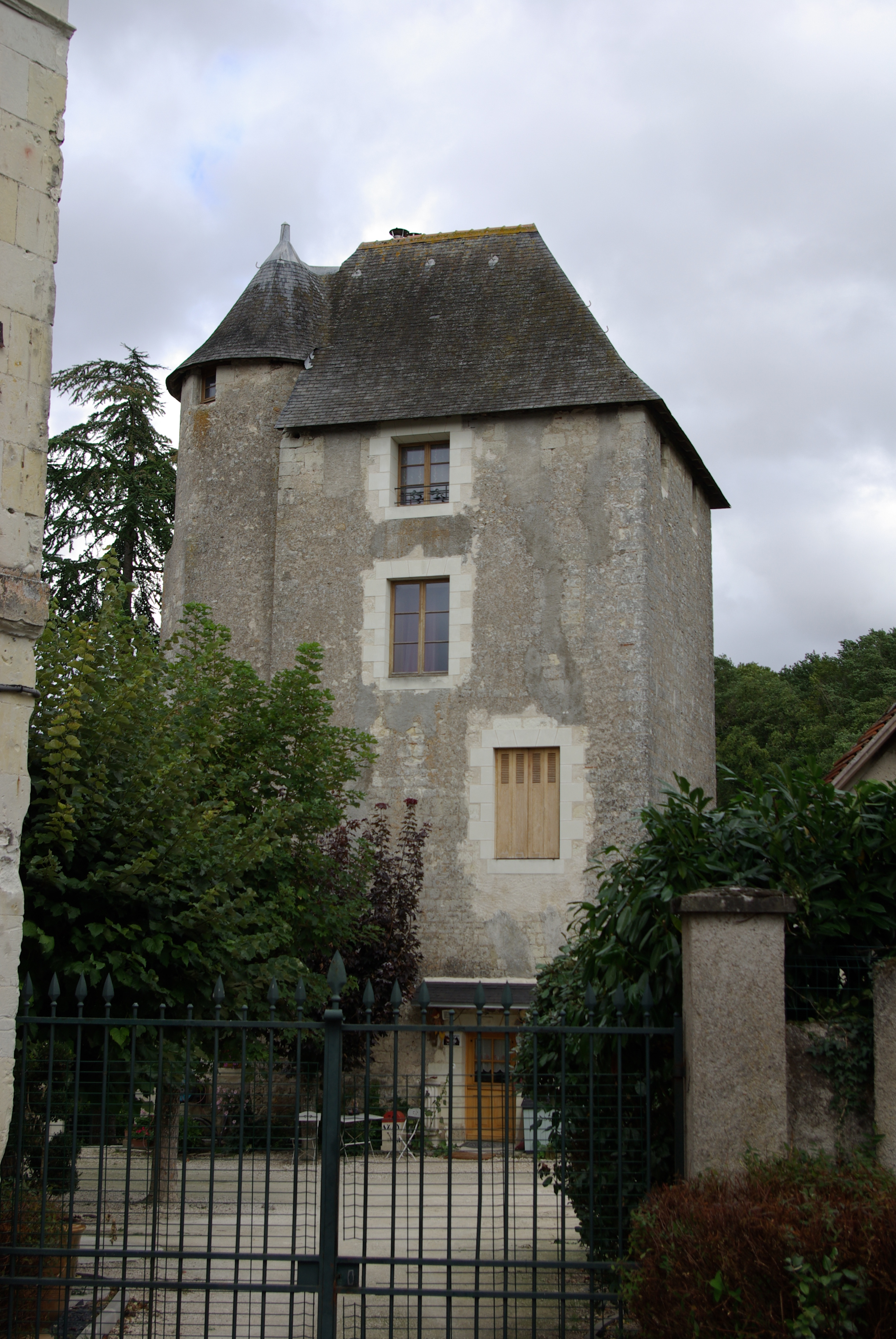
Reste des Schlosses Azay-sur-Cher
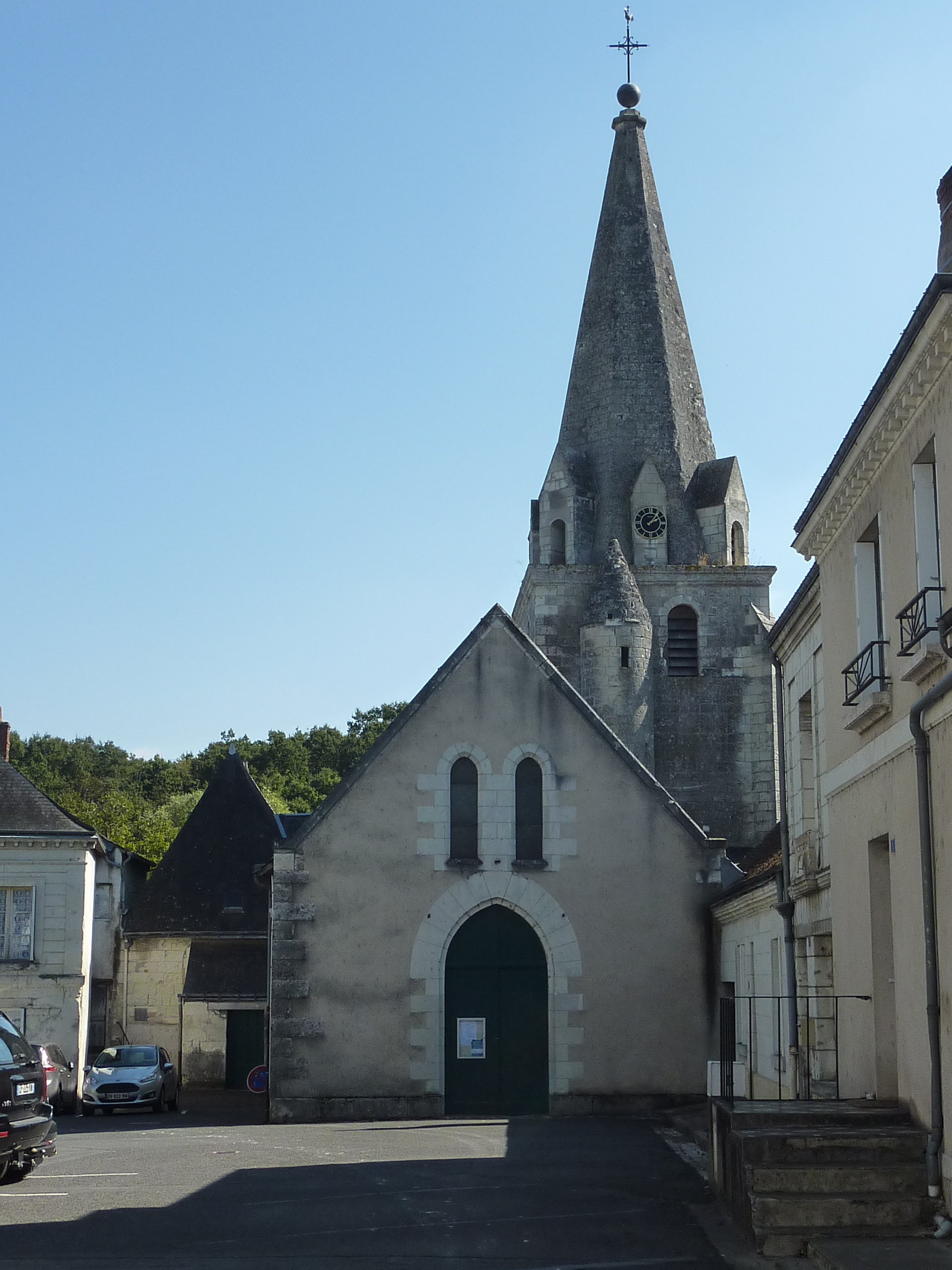
Kirche Sainte-Marie-Madeleine

## Persönlichkeiten
- René Navarre (1877–1968), Schauspieler und Regisseur
- Jacques Revaux (* 1940), Komponist